# Persone di nome Pietro/Politici
| Questa pagina contiene informazioni ricavate automaticamente dalle voci biografiche con l'ausilio del template Bio e di un bot. L'aggiornamento è periodico e automatico e ricostruisce completamente la pagina. Se manca una persona in questa lista, sei pregato di non aggiungerla, ma accertati piuttosto che la sua voce biografica contenga il template Bio e che i dati anagrafici siano correttamente compilati. Se il template Bio manca, inseriscilo tu stesso o, in alternativa, metti l'avviso {{tmp\|Bio}} che ne segnala la mancanza. Se i dati riportati sono sbagliati, correggi direttamente la voce biografica; le modifiche saranno visibili in questa lista entro pochi giorni. Per chiarimenti vedi il progetto antroponimi. La lista contiene solo le 195 persone che sono citate nell'enciclopedia e per le quali è stato implementato correttamente il template Bio. Pagina aggiornata al 6 ago 2025. |

Questa è una lista di persone presenti nell'enciclopedia che hanno il nome Pietro e sono politici.

## A(10)
- Pietro Abbo, politico e partigiano italiano (Lucinasco, n. 1884 - † 1974)
- Pietro Acclavio, politico italiano (Lecce, n. 1814 - Taranto, † 1891)
- Pietro Adinolfi, politico, avvocato e giornalista italiano (Rutino, n. 1884 - † 1965)
- Pietro Adonnino, politico e avvocato italiano (Roma, n. 1929 - Roma, † 2013)
- Pietro Alò, politico italiano (Villa Castelli, n. 1947 - Roma, † 2005)
- Pietro Amendola, politico e giornalista italiano (Roma, n. 1918 - Roma, † 2007)
- Pietro Amigoni, politico italiano (Olginate, n. 1904 - Roma, † 1963)
- Pietro Araldi Erizzo, politico e nobile italiano (Cremona, n. 1821 - Cremona, † 1881)
- Pietro Arca, politico italiano (Sorradile, n. 1947)
- Pietro Armani, politico italiano (Roma, n. 1931 - Roma, † 2009)

## B(17)
- Pietro Baccanelli, politico italiano (Predappio, n. 1888 - Predappio, † 1964)
- Pietro Barbarito, politico italiano (Accettura, n. 1925 - Accettura, † 2019)
- Pietro Barsime, politico bizantino
- Pietro Bastogi, politico italiano (Livorno, n. 1808 - Firenze, † 1899)
- Pietro Battaglia, politico italiano (Reggio Calabria, n. 1930 - Reggio Calabria, † 2004)
- Pietro Bellora, politico e imprenditore italiano (Gallarate, n. 1891 - Cuggiono, † 1959)
- Pietro Bertarelli, politico italiano (Casale Monferrato, n. 1845 - Roma, † 1922)
- Pietro Berti, politico e medico sammarinese (Città di San Marino, n. 1967)
- Pietro Bertolini, politico italiano (Venezia, n. 1859 - Torino, † 1920)
- Piero Bitetti, politico italiano (Taranto, n. 1973)
- Pietro Bonanno, politico italiano (Palermo, n. 1863 - Palermo, † 1905)
- Pietro Borgarelli, politico e partigiano italiano (Tortona, n. 1918 - Serravalle Scrivia, † 1998)
- Pietro Paolo Boscoli, politico italiano (Firenze, n. 1481 - Firenze, † 1513)
- Pietro Bosso, politico italiano (Vercelli, n. 1799 - Torino, † 1857)
- Pietro Boyl di Putifigari, politico italiano (Cagliari, n. 1804 - Cagliari, † 1864)
- Pietro Brambilla, politico e banchiere italiano (Trieste, n. 1835 - Milano, † 1900)
- Pietro Buffone, politico italiano (Rogliano, n. 1918 - Rogliano, † 2013)

## D(12)
- Pietro di Fabrizio Accolti, politico, scienziato e pittore italiano (Pisa, n. 1579 - Pisa, † 1642)
- Pietro D'Ambrosio, politico, insegnante e scrittore italiano (Serra Pedace, n. 1924 - Laurignano, † 2006)
- Pietro D'Ignazio, politico italiano (Valle Castellana, n. 1927 - Teramo, † 2016)
- Pietro Dal Verme, politico, diplomatico e condottiero italiano (Verona - Brescia)
- Pietro De Angelis, politico italiano (Manziana, n. 1809 - Roma, † 1881)
- Pietro De Dominicis, politico italiano (Giulianova, n. 1920 - Roma, † 1990)
- Pietro Denicolai, politico e partigiano italiano (Mantova, n. 1924)
- Pietro Di Muccio, politico e saggista italiano (Vairano Patenora, n. 1946)
- Pietro Antonio Di Prima, politico italiano (Canicattì, n. 1947)
- Annibale Di Saluzzo, politico e militare italiano (Saluzzo, n. 1776 - Torino, † 1852)
- Pete Domenici, politico statunitense (Albuquerque, n. 1932 - Albuquerque, † 2017)
- Pietro Donati, politico italiano (Crema, n. 1812 - Crema, † 1883)

## E(1)
- Pietro Emiliani, politico e vescovo cattolico italiano (Venezia, n. 1362 - Vicenza, † 1433)

## F(21)
- Pietro Fabris, politico italiano (Bassano del Grappa, n. 1934 - Bassano del Grappa, † 2022)
- Pietro Fabris, politico italiano (Conegliano, n. 1805 - Treviso, † 1878)
- Pietro Fadda, politico italiano (Pozzomaggiore, n. 1913 - † 1991)
- Pietro Farini, politico italiano (Russi, n. 1862 - Mosca, † 1940)
- Pietro Farnese, politico italiano
- Pietro Fazzi, politico italiano (Lucca, n. 1958)
- Pietro Feltrin, politico italiano (Ponte di Piave, n. 1927 - † 1982)
- Pietro Ferrara, politico italiano (Pachino, n. 1943)
- Diego Ferrara, politico e medico italiano (Chieti, n. 1954)
- Pietro Ferreri, politico italiano (Pavia, n. 1899 - † 1971)
- Pietro Fiocchi, politico e imprenditore italiano (Lecco, n. 1930)
- Pietro Fiocchi, politico e imprenditore italiano (Milano, n. 1964)
- Pietro Fois, politico italiano (Alghero, n. 1957)
- Pietro Folena, politico italiano (Padova, n. 1957)
- Pietro Fontanini, politico italiano (Udine, n. 1952)
- Pietro Foroni, politico italiano (Codogno, n. 1975)
- Pietro Foscari, politico italiano (Venezia, n. 1517 - Venezia, † 1581)
- Pietro Fosson, politico italiano (Aosta, n. 1912 - † 1993)
- Pietro Franciosi, politico e insegnante sammarinese (Città di San Marino, n. 1864 - Città di San Marino, † 1935)
- Pietro Franzoso, politico italiano (Lizzano, n. 1950 - Bari, † 2011)
- Pietro Fuda, politico italiano (Siderno, n. 1943)

## G(12)
- Pietro Gambolato, politico italiano (Genova, n. 1931 - Genova, † 2020)
- Pietro Giacinto Garassini, politico italiano (Toirano, n. 1787 - Toirano, † 1868)
- Pietro Luigi Gastinelli, politico italiano (n. 1802 - Piasco, † 1875)
- Pietro Gazzera, politico e generale italiano (Bene Vagienna, n. 1879 - Cirié, † 1953)
- Pietro Germani, politico italiano (Roma, n. 1903 - † 1970)
- Pietro Germano, politico e partigiano italiano (Cigliano, n. 1920 - Biella, † 1982)
- Pietro Giubilo, politico italiano (Roma, n. 1942)
- Pietro Giunti, politico italiano (Napoli, n. 1899 - Roma, † 1969)
- Pietro Giustiniani, politico e storico italiano (Venezia, n. 1490 - † 1576)
- Pietro Grammatico, politico italiano (Trapani, n. 1885 - Trapani, † 1967)
- Pietro Grasso, politico e ex magistrato italiano (Licata, n. 1945)
- Pietro Grifone, politico, antifascista e partigiano italiano (Roma, n. 1908 - Roma, † 1983)

## I(3)
- Pietro Ingrao, politico, giornalista e partigiano italiano (Lenola, n. 1915 - Roma, † 2015)
- Pietro Iotti, politico, antifascista e scrittore italiano (Sant'Ilario d'Enza, n. 1926 - Sant'Ilario d'Enza, † 2016)
- Pietro Iurlaro, politico italiano (Francavilla Fontana, n. 1961)

## L(17)
- Pietro Lacava, politico italiano (Corleto Perticara, n. 1835 - Roma, † 1912)
- Pietro Laffranco, politico italiano (Perugia, n. 1970)
- Pietro Laforgia, politico e avvocato italiano (San Pietro Vernotico, n. 1928 - Bari, † 1995)
- Pietro Lancia, politico italiano († 1335)
- Pietro Lando, politico e militare italiano (Venezia, n. 1462 - Venezia, † 1545)
- Pietro Landolina, politico italiano (Noto, n. 1839 - Noto, † 1885)
- Pietro Langella, politico italiano (Boscoreale, n. 1960)
- Pietro Lecciso, politico e avvocato italiano (Lecce, n. 1905 - † 1983)
- Pietro Leggiadri Gallani, politico e militare italiano (Parma, n. 1762 - Parma, † 1825)
- Pietro Leo, politico e storico italiano (Iglesias, n. 1887 - Cagliari, † 1967)
- Pietro Lezzi, politico italiano (Napoli, n. 1922 - Napoli, † 2013)
- Pietro Marcellino Felice Liberio, politico e generale romano (Rimini)
- Pietro Liuzzi, politico italiano (Noci, n. 1954)
- Pietro Lizier, politico italiano (Venezia, n. 1896 - † 1973)
- Pietro Lombari, politico italiano (Marzano Appio, n. 1902 - † 1970)
- Pietro Longo, politico italiano (Roma, n. 1935)
- Pietro Lorefice, politico italiano (Gela, n. 1967)

## M(18)
- Pietro Mancini, politico italiano (Malito, n. 1876 - Cosenza, † 1968)
- Pietro Mancuso, politico italiano (Palazzo Adriano, n. 1820 - Palazzo Adriano, † 1888)
- Pietro Manfrin di Castione, politico italiano (Godego, n. 1827 - Castione, † 1909)
- Pietro Manodori, politico e banchiere italiano (Valestra, n. 1817 - Reggio nell'Emilia, † 1877)
- Pietro Marcazzan, politico italiano (Goito, n. 1960)
- Pietro Marcenaro, politico e sindacalista italiano (Genova, n. 1946)
- Pietro Mastino, politico italiano (Nuoro, n. 1883 - Nuoro, † 1969)
- Pietro Maurandi, politico italiano (Carloforte, n. 1944)
- Pietro Mellarède de Bettonet, politico e diplomatico italiano (Montmélian, n. 1659 - Torino, † 1730)
- Pietro Paolo Menzietti, politico italiano (San Benedetto del Tronto, n. 1938 - San Benedetto del Tronto, † 2016)
- Pietro Mezzapesa, politico italiano (Putignano, n. 1930 - Ischia, † 2008)
- Pietro Mita, politico italiano (Ceglie Messapica, n. 1944)
- Pietro Monni-Serra, politico e poeta italiano (Orune, n. 1852 - Orune, † 1922)
- Pietro Monticelli, politico e patriota italiano (Genova, n. 1818 - Genova, † 1864)
- Pietro Montresori, politico italiano (Sassari, n. 1935 - Sassari, † 2010)
- Pietro Mori, politico italiano (Arezzo, n. 1820 - Arezzo, † 1902)
- Pietro Morittu, politico italiano (Carbonia, n. 1978)
- Pietro Moro, politico italiano (Alessandria, n. 1829 - Alessandria, † 1900)

## N(3)
- Pietro Navarra, politico e economista italiano (Messina, n. 1968)
- Pietro Nenni, politico e giornalista italiano (Faenza, n. 1891 - Roma, † 1980)
- Pietro Nocito, politico e giurista italiano (Calatafimi, n. 1841 - Roma, † 1904)

## P(14)
- Pietro Padula, politico e avvocato italiano (Brescia, n. 1934 - Brescia, † 2009)
- Pietro Pala, politico italiano (Tempio Pausania, n. 1927 - Sassari, † 2015)
- Pietro Pascoli, politico e giornalista italiano (Enemonzo, n. 1896 - Udine, † 1974)
- Pietro Patton, politico italiano (Trento, n. 1957)
- Pietro Pernigotti, politico italiano (n. 1781 - † 1855)
- Ottorino Pianigiani, politico e lessicografo italiano (Siena, n. 1845 - Settignano, † 1926)
- Pietro del Friuli, politico e militare longobardo
- Pietro Pisani, politico italiano (Piacenza, n. 1953)
- Pietro Pitrone, politico italiano (San Giovanni di Galermo, n. 1918 - † 1978)
- Pietro Pittalis, politico italiano (Charleroi, n. 1958)
- Pietro Pizzo, politico italiano (Marsala, n. 1940)
- Pietro Polani, politico italiano (Venezia, n. 1098 - Venezia, † 1148)
- Pietro Domenico Polfranceschi, politico e generale italiano (Verona, n. 1766 - Verona, † 1845)
- Pietro Pressinotti, politico italiano (Cremona, n. 1906 - † 1967)

## R(11)
- Pietro I di Russia, politico russo (Mosca, n. 1672 - San Pietroburgo, † 1725)
- Pietro Rao, politico e farmacista italiano (Partinico, n. 1962)
- Pietro Reali, politico italiano (Sogliano al Rubicone, n. 1900 - † 1965)
- Pietro Reffi, politico sammarinese (Santa Mustiola, n. 1927 - Borgo Maggiore, † 2013)
- Pietro Rende, politico italiano (Cosenza, n. 1938)
- Pietro Restivo, politico e medico italiano (Villarosa, n. 1904 - Caltanissetta, † 2000)
- Pietro Riccio, politico italiano (Sedilo, n. 1921 - † 1975)
- Pietro Ristori, politico, sindacalista e partigiano italiano (Empoli, n. 1900 - Empoli, † 1984)
- Pietro Romani, politico italiano (Borgo Valsugana, n. 1885 - Roma, † 1973)
- Pietro Rosa, politico, archeologo e topografo italiano (Roma, n. 1810 - Roma, † 1891)
- Pietro Rosano, politico e avvocato italiano (Napoli, n. 1846 - Napoli, † 1903)

## S(13)
- Pietro Salis, politico italiano (Ploaghe, n. 1811 - Sassari, † 1901)
- Pietro Salvatico, politico italiano (Piacenza, n. 1806 - Piacenza, † 1879)
- Pietro Salvo, politico italiano (Porto Maurizio, n. 1891 - Oneglia, † 1945)
- Pietro Satta Branca, politico, avvocato e storico italiano (Sassari, n. 1861 - † 1923)
- Pietro Schiano, politico italiano (Udine, n. 1926 - Tencarola, † 2018)
- Pietro Scognamiglio, politico italiano (Salerno, n. 1895)
- Pietro Secchia, politico e antifascista italiano (Occhieppo Superiore, n. 1903 - Roma, † 1973)
- Pietro Serrentino, politico italiano (Como, n. 1923 - Roma, † 1993)
- Pietro Setacci, politico italiano (Terni, n. 1861 - Terni, † 1916)
- Pietro Sitta, politico e economista italiano (Quacchio, n. 1866 - Ferrara, † 1947)
- Pietro Soddu, politico italiano (Benetutti, n. 1929)
- Pietro Squeglia, politico italiano (Marcianise, n. 1944)
- Pietro Sterbini, politico e giornalista italiano (Sgurgola, n. 1793 - Napoli, † 1863)

## T(8)
- Piero Tamponi, politico italiano (Calangianus, n. 1947)
- Pietro Arnaldo Terzi, politico e militare italiano (Sarzana, n. 1881 - Castello di Hartheim, † 1944)
- Pietro Tidei, politico italiano (Allumiere, n. 1946)
- Pietro Tornabuoni, politico italiano (Firenze, n. 1440 - † 1527)
- Pietro Torre, politico italiano (Serravalle Scrivia, n. 1803)
- Pietro Torrigiani, politico e magistrato italiano (Parma, n. 1810 - Parma, † 1885)
- Pietro Tresso, politico e antifascista italiano (Magrè di Schio, n. 1893 - † 1943)
- Pietro Trivulzio, politico italiano (Milano - Tortona, † 1473)

## V(5)
- Pietro Vacchelli, politico e patriota italiano (Cremona, n. 1837 - Roma, † 1913)
- Pietro Valenza, politico italiano (Pantelleria, n. 1920 - † 1997)
- Pietro Vecellio, politico italiano (Auronzo di Cadore, n. 1900 - † 1997)
- Pietro Vergani, politico, partigiano e sindacalista italiano (Cinisello Balsamo, n. 1907 - Cinisello Balsamo, † 1970)
- Pietro Vignali, politico italiano (Parma, n. 1968)

## Z(2)
- Pietro Antonio Zaguri, politico italiano (Venezia, n. 1733 - Padova, † 1806)
- Pietro Zoppi, politico italiano (Levanto, n. 1926 - Levanto, † 2006)